# Andreas Bock (Zimmerer)

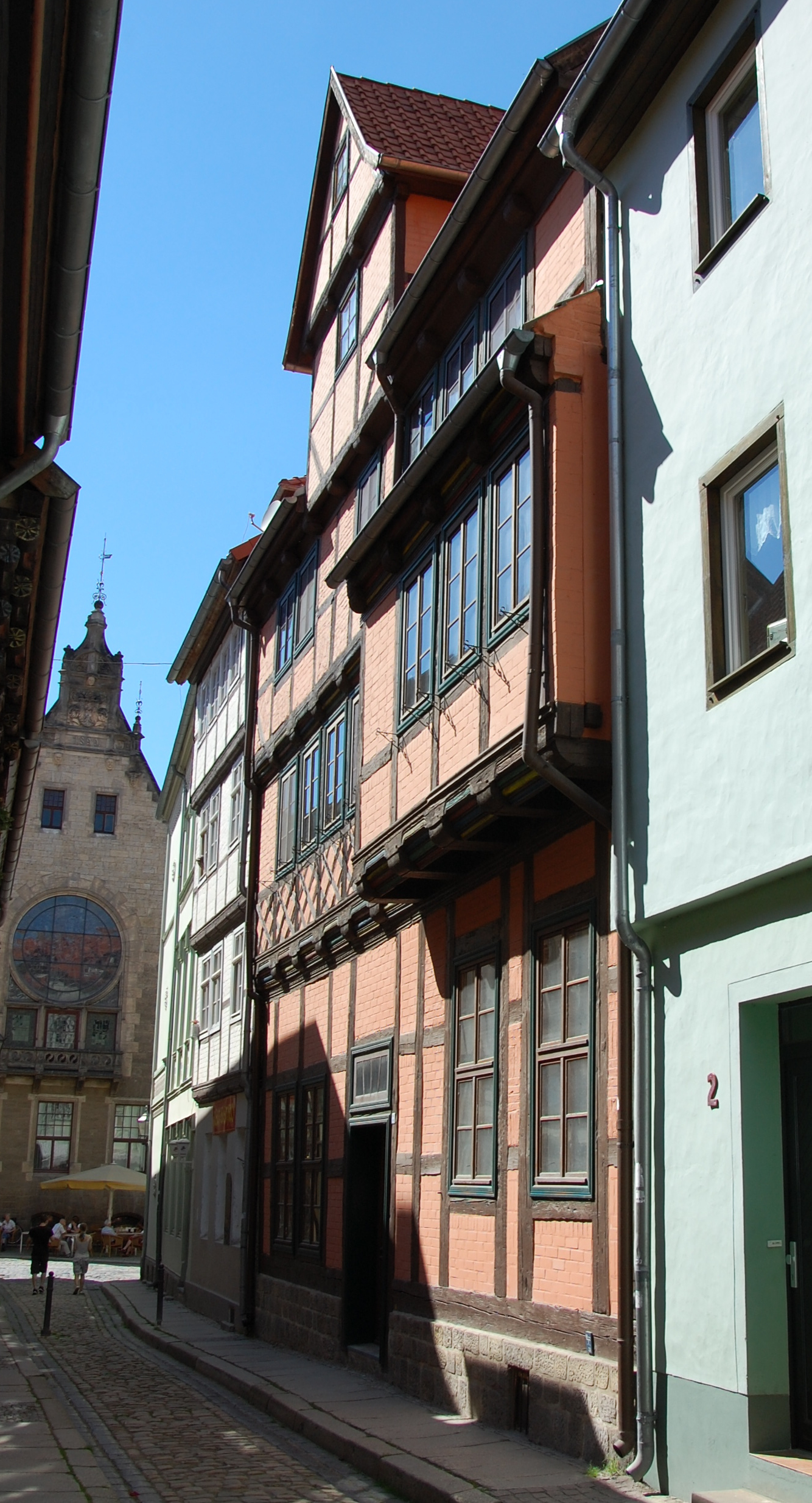
Haus Stieg 1

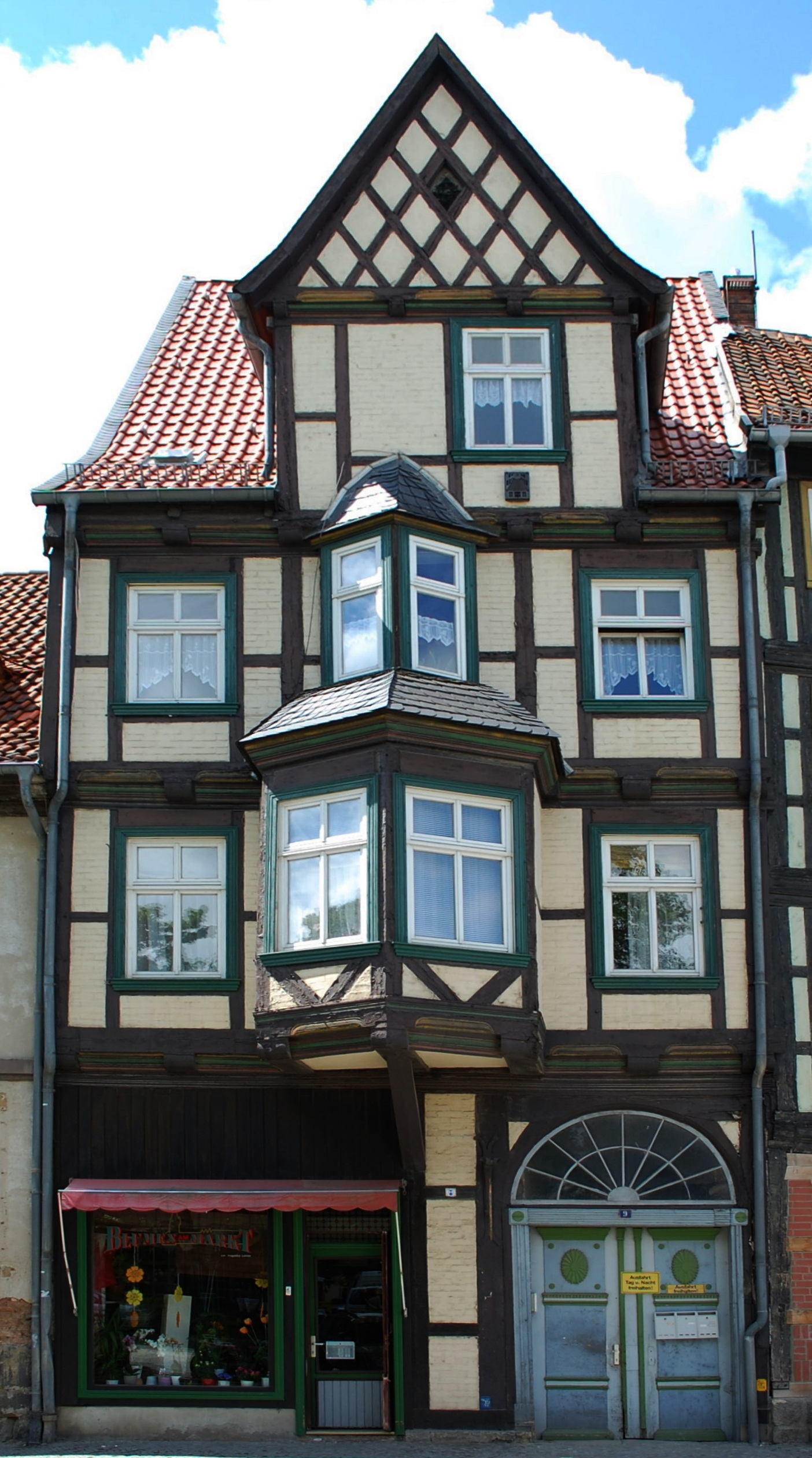
Haus Marktstraße 9

Andreas Bock (* Oktober 1629 in Quedlinburg; † März 1668 ebenda) war ein deutscher Zimmermeister. Er schuf mehrere noch heute erhaltene und zum UNESCO-Weltkulturerbe gehörende Fachwerkhäuser in Quedlinburg.

## Leben
Er wurde vermutlich bereits im heutigen Quedlinburger Stadtteil Westendorf geboren und in der Sankt-Wiperti-Kirche getauft. Er war der Sohn von Christoph Bock (1603–1639) und Anna Bock, geborene Stromann. Möglicherweise war auch sein Vater bereits Zimmermann. Nach dem Tod des Vaters 1639 heiratete seine Mutter 1645 den Ackerknecht Hans Unruhe, in dessen Haus Andreas Bock dann weiter aufwuchs.
Bock lebte im Westendorf und heiratete, noch als Zimmermannsgeselle, am 2. Dezember 1651 Justina Günther (1632–1657). Aus der Ehe gingen die Kinder Joachim Bock (etwa 1652), Dorothea Marie (1655) und Anna (1657) hervor. Nach dem Tod seiner ersten Frau im Jahr 1657, Bock war zu diesem Zeitpunkt bereits Meister, heiratete er in zweiter Ehe Catherina Queck (1632–1678), mit der er die Kinder Christoph Ernst (1663), Andreas (1665) und Daniel (1667) hatte. Pate seines Sohnes Andreas war der Quedlinburger Zimmermeister Andreas Schröder.
Zwischen 1660 und 1665 werden ihm sechs Bauten in Quedlinburg zugeschrieben. Er setzte bei seinen Bauten noch abgefaste Balkenköpfe mit Kerbschnittrosetten und nicht die zum damaligen Zeitpunkt modern gewordenen Pyramidenbalkenköpfe ein. Es wird davon ausgegangen, dass er im Westendorf als Stiftszimmermann des Stifts Quedlinburg tätig war. Da im Bereich des Stifts keine Inschriften mit Nennung der Baumeister üblich waren, konnten ihm dort bisher keine konkreten Bauwerke zugeordnet werden.
Er verstarb im Alter von 38 Jahren und 22 Wochen 1668 in Westendorf an Schwindsucht und wurde am 27. März 1668 beigesetzt.

## Bauten
Folgende Bauten Bocks sind bekannt bzw. werden ihm zugeschrieben:
- Martinshof, 1660[5]
- Reichenstraße 37, 1660
- Reichenstraße 38, 1660[6]
- Neuendorf 29, 1662[7]
- Stieg 1, 1664
- Marktstraße 9, 1665